# Словацкие воздушные силы
Словацкие воздушные силы (словац. Slovenské vzdušné zbrane) — название ВВС Первой Словацкой республики. Возникли после раздела Чехословакии, прекратили существование после начала Словацкого национального восстания, когда вооружённые силы Словакии были разоружены немцами.

## История
В результате немецкой оккупации и расчленения Чехословакии, 14 марта 1939 года было создано марионеточное «государство Словакия» (Slovenský štát). Находившиеся в регионе подразделения восточной армии Чехословакии с 14 марта 1939 года перешли в подчинение правительству Й. Тисо.
В Братиславе была открыта немецкая авиационная миссия, военнослужащие «люфтваффе» занимались обучением и военной подготовкой пилотов, военнослужащих и технического персонала словацких военно-воздушных сил.
23-31 марта 1939 года словацкие военно-воздушные силы участвовали в оборонительных боях против войск Венгрии, которые захватили часть территории в восточной части Словакии. В ходе боевых действий, ВВС Словакии потеряли 10 самолётов. Первым сбитым самолётом был венгерский Fiat CR.32, который сбил 24 марта 1939 года Франтишек Гановец.
В дальнейшем, после начала немецкого вторжения в Польшу в сентябре 1939 года войска Словакии при поддержке ВВС совершили вторжение на территорию Польши и принимали участие в боях с подразделениями польской армии.
- в боевых действиях против Польши в сентябре 1939 года участвовала одна эскадрилья истребителей Avia B.534[2].

После нападения Германии на СССР, 23 июня 1941 года правительство Й. Тисо объявило войну СССР и отправило на восточный фронт подвижную группу «Калинчак» и «Словацкий экспедиционный корпус», которые участвовали в боевых действиях против советских войск. Кроме того, словацкие части несли охранную службу и участвовали в борьбе с советскими партизанами на оккупированной территории СССР.
- в конце июля 1941 года на Восточный фронт были отправлены шесть авиаэскадрилий военно-воздушных сил Словакии (в том числе, три эскадрильи истребителей Avia B.534[2]).

29 июля 1941 года словацкий истребитель Avia B-534 сбил первый советский самолёт — И-16 в районе Киева. Последний сбитый самолёт Ла-5 сбил 27 октября 1943 года Франтишек Гановец в районе Керчи. После этого словацкие эскадрильи были возвращены в Словакию где обороняли территорию от налётов американских и английских бомбардировщиков.
В дальнейшем, немецкими инструкторами была подготовлена 13-я истребительная авиаэскадрилья 13. (Slowakei) Staffel, которая получила немецкие истребители Messerschmitt Bf.109E3, была включена в состав немецкой Jagdgeschwader 52 и принимала участие в боевых действиях против СССР под наименованием 13.(Slow.)/JG52.
В целом, в войне против СССР непосредственно участвовал один авиаполк ВВС Словакии: 160 самолётов (в том числе, 16 истребителей Messerschmitt Bf.109E3, 25 истребителей Avia B.534, 30 лёгких бомбардировщиков Letov Š-328 и др.).
18 апреля 1943 года один бомбардировщик Avia B.71 словацких военно-воздушных сил совершил перелёт в Турцию
После начала Словацкого национального восстания, в ходе которого на сторону восставших переходили военнослужащие и подразделения словацкой армии, 29 августа 1944 года немецкое командование начало разоружение словацкой армии, военнослужащие которой не оказывали сопротивления немецким войскам. В дальнейшем, некоторые офицеры и солдаты словацкой армии продолжили военную службу на стороне гитлеровской Германии, часть солдат была демобилизована, однако значительная часть военнослужащих (оказавших поддержку восставшим) была отправлена в концентрационные лагеря.
Таким образом, военно-воздушные силы Словакии прекратили своё существование, однако часть личного состава и авиатехники оказались в распоряжении повстанцев.
- В распоряжении повстанцев оказались три истребителя Avia B.534, предпринявшие попытку взлететь с аэродрома «Три дуба» (два из них были сожжены немцами на взлёте, третий — сожжён экипажем, чтобы не допустить захвата самолёта противником)[2]. Некоторые лётчики участвовали в боях с немецкой авиацией (до 18 октября 1944 года, когда Франтишек Гановец сбил немецкий Ju-88).
- Некоторые лётчики перелетели в расположение советских войск: так, 30 августа 1944 года на сторону советских войск совершили перелёт — заместитель командующего Восточно-словацкой армии, полковник Генерального штаба Словакии Вильям Тальский и майор военно-воздушных сил Словакии Тринка с группой офицеров и военнослужащих словацкой армии. Вместе с ними в расположении советских войск приземлилась авиагруппа из 27 самолётов военно-воздушных сил Словакии (6 «Фокке-вульф-189», 3 «Мессершмитт-109» и 18 транспортных самолётов)[7].

## Список асов Словацких воздушных сил
| Имя                | Подтверждённые победы | Неподтверждённые |
| ------------------ | --------------------- | ---------------- |
| Ян Режняк          | 32                    | 5 (?)            |
| Изидор Коварик     | 28                    | 1 (?)            |
| Ян Гертхофер       | 26                    |                  |
| Франтишек Циприх   | 15                    | 3 (?)            |
| Франтишек Брезина  | 14                    |                  |
| Антон Матушек      | 12                    |                  |
| Йозеф Штаудер      | 12                    |                  |
| Павол Зеленяк      | 12                    |                  |
| Рудольф Божик      | 12                    | 1 (?)            |
| Владимир Кришко    | 9                     | 1 (?)            |
| Александр Герич    | 9                     |                  |
| Йозеф Янкович      | 7                     | 2 (?)            |
| Франтишек Гановец  | 6                     | 2 (?)            |
| Рудольф Палатицкий | 6                     | 1 (?)            |
| Штефан Мартиш      | 5                     | 1 (?)            |
| Юрай Пушкар        | 5                     |                  |
| Штефан Оцвирк      | 5                     |                  |

## Самолёты Словацких воздушных сил
- Aero A.100
- Aero Ab-101
- Aero A.300
- Aero A.304
- Aero AP-32
- Arado Ar 96B-5: 1 Ar.96a и 3 Ar.96b;
- Avia B.122
- Avia BH-33E
- Avia B-71 (на единственном самолёте этого типа 18 апреля 1943 года чатник Антон Ванко и 4 других члена экипажа бежали в Турцию[8])
- Avia B.534
- Avro 626
- Beneš-Mráz Be-50 Beta-Minor
- Bücker Bü 131B Jungmann
- Bücker Bü 133 Jungmeister
- Bücker Bü 181D Bestmann
- Caudron C.445 Goeland: 12 самолётов;
- Fieseler Fi 156 Storch
- Focke-Wulf Fw 44C Stieglitz
- Focke-Wulf Fw 58C Weihe
- Focke-Wulf Fw 189 Uhu
- Gotha Go 145C
- Heinkel He 72B-1 Kadett
- Heinkel He 111
- Junkers W 34h
- Junkers Ju 52/3m g7e
- Junkers Ju 87D-3
- Klemm Kl 35D
- Letov Š-231
- Letov Š-328
- Messerschmitt Bf 109E-7
- Messerschmitt Bf 109G-6
- Praga E-39: 10 самолётов;
- Praga A/B-32 Pardubitz
- Praga E-51
- Praga E-210
- Praga E-240
- Savoia-Marchetti SM.84 — в 1942-43 гг. 10 самолётов SM.84bis были переданы Италией Словацким воздушным силам.
- Siebel Fh 104 Hallore
- Siebel Si 204A
- Zlín Z-XV
- Zlín Z-XII

### Первоначальный состав на 14 марта 1939 года[9]
- Aero A.11 (5)
- Aero A.25 (1)
- Aero A.32 (5)
- Aero Apb.32 (1)
- Aero A.35 (1)
- Aero A.100 (16)
- Aero Ab.101 (2)
- Aero A.134 (1)
- Aero A.211 (3)
- Aero A.230 (3)
- Aero A.330 (4)
- Aero MB.200 (1)
- Avia Bš.21 (1)
- Avia Ba.33 (4)
- Avia B.34 (3)
- Avia B.122 (2)
- Avia Ba.122 (4)
- Avia Bš.122 (9)
- Avia B.534 (66)
- Avia Bk.534 (15)
- Avia F.VIIb (1)
- Avia B.71 (1)
- Beneš-Mráz Be.50 (2)
- Beneš-Mráz Be.60 (3)
- Beneš-Mráz Be.150 (2)
- Beneš-Mráz Be.555 (1)
- Dewoitine D.1 (4)
- Letov Š.16 (10)
- Letov Š.128 (5)
- Letov Š.218 (10)
- Letov Š.239 (5)
- Letov Š.328 (101)
- Letov Š.616 (6)
- Praga E.39 (34)
- Praga E.41 (3)
- Praga E.114 (5)
- Praga E.241 (14)
- Tatra T.131 (1)
- Zlín Z.XII (3)